# ديفيد رول
ديفيد رول (بالفرنسية: David Ruelle)‏ (و. 1935 – م) هو رياضياتي، وفيزيائي من فرنسا . ولد في غنت. وهو عضواً في الأكاديمية الفرنسية للعلوم، والأكاديمية الوطنية للعلوم، والأكاديمية الأمريكية للفنون والعلوم، والجمعية الرياضياتية الأمريكية .

## التعليم
تعلم في Free University of Brussels ‏

## جوائز
حصل على جوائز منها:
- ميدالية ماكس بلانك (2014)
- جائزة هنري بوانكاريه (2006)
- ميدالية ماتيوتشي (2004)
- جائزة هوولوك [الإنجليزية]‏ (1993)
- ميدالية بولتزمان [الإنجليزية]‏ (1986)
- جائزة داني هينمان للفيزياء الرياضية (1985)
- الصليب الأعظم لنيشان الاستحقاق العلمي الوطني
- وسام جوقة الشرف من رتبة فارس.